# Laguna de Sinamaica

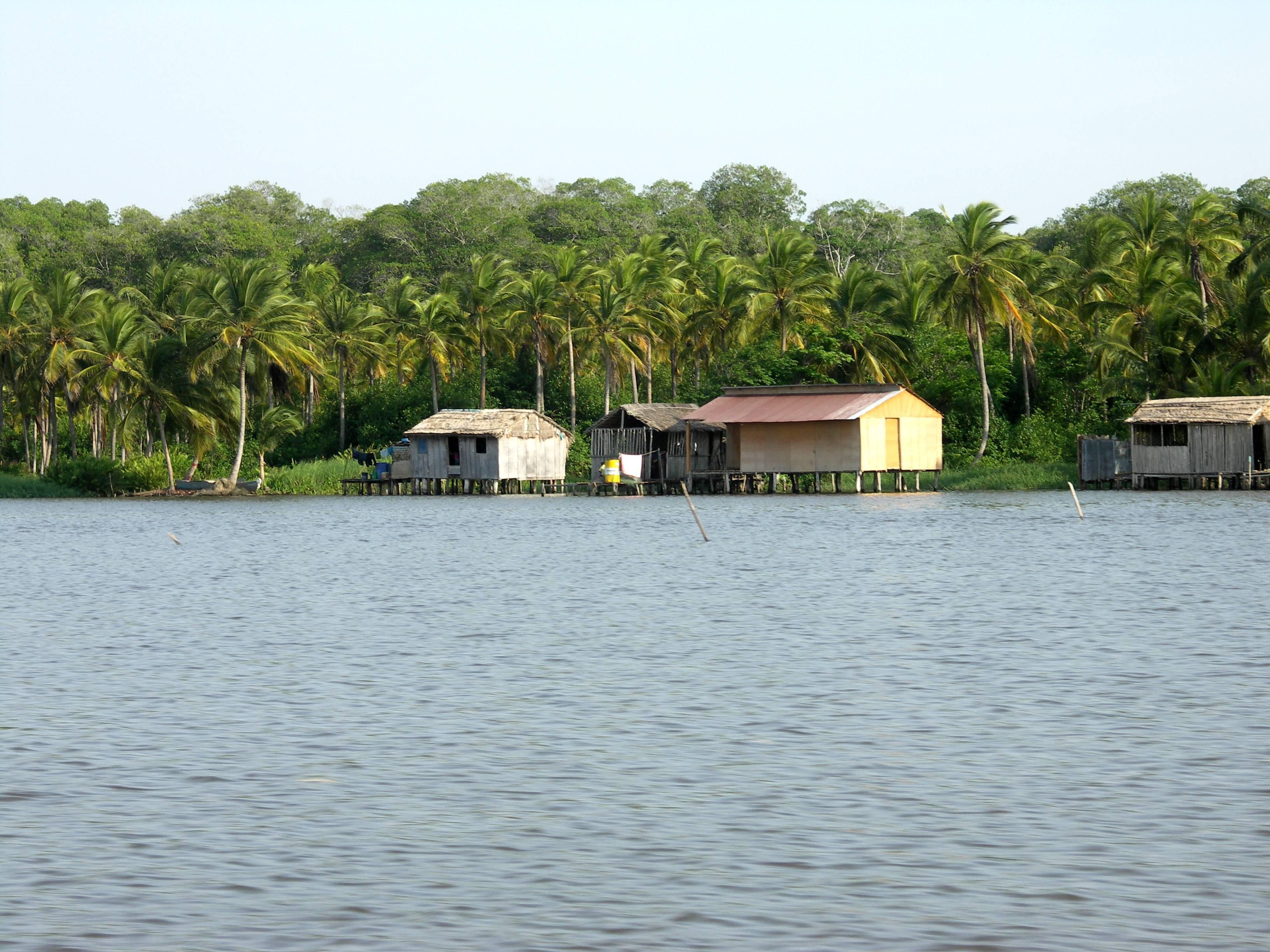
Palafitos en la laguna de Sinamaica.

La laguna de Sinamaica(en wayú: Wuinka soou Karouya) está ubicada al norte del estado Zulia en Sinamaica a una hora de Maracaibo en Venezuela.

## Habitantes

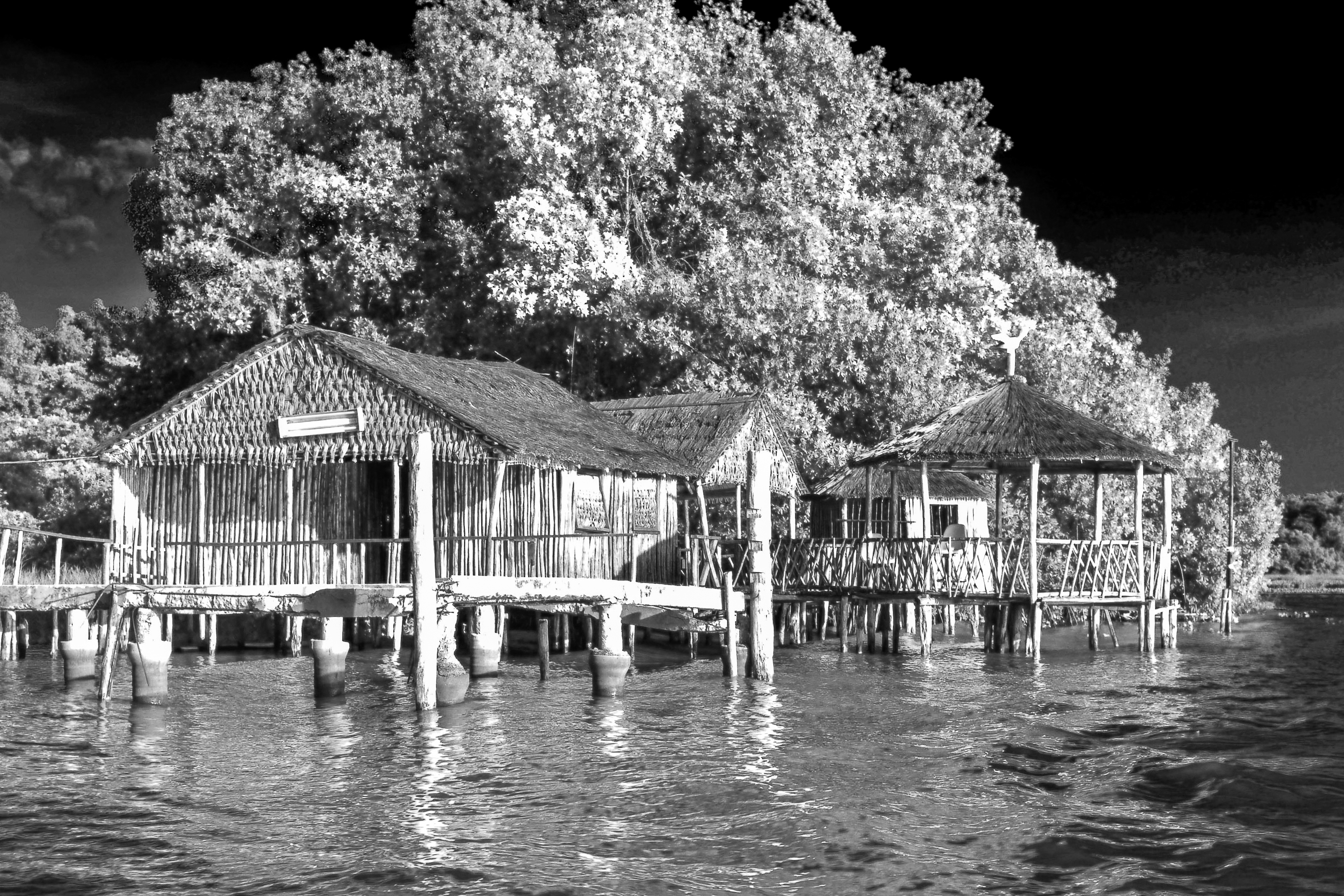
Estructura de Palafito a las riveras de la Laguna de Sinamaica.

La laguna de Sinamaica es habitada en su mayoría por las etnias añú y wayú venezolana, que significa gente de agua, y una de las joyas del estado Zulia. Está ubicada en la costa noroeste del lago de Maracaibo, tiene aproximadamente 50 kilómetros cuadrados de extensión y su principal afluente es el río Limón. El nombre de Venezuela tiene sus orígenes en esta zona, porque los indígenas la llamaban (Veneciuela), que quiere decir agua grande. Otra versión relata que cuando Alonso de Ojeda y Américo Vespucio vieron los palafitos recordaron la ciudad de Venecia y llamaron a esta tierra "la pequeña Venecia".
Pasando el puente que atraviesa el río El Limón principal afluente de esta laguna, se ven a lo lejos las típicas construcciones indígenas conocidas como palafitos. La tradición venezolana sostiene que el nombre del país proviene del hecho que los primeros exploradores españoles, al ver las casas construidas sobre pilotes enterradas en el agua de la laguna Sinamaica, calificaron la zona como una pequeña Venecia, de ahí el nombre de Venezuela, en donde la terminación "zuela" denota algo reducido y de inferior calidad respecto del original. Por otra partes existen fundamentos documentados  que revelan una historia diferente, en donde se hace referencia que el origen del nombre es autóctono. Martín Fernández de Enciso geógrafo y bachiller en leyes español, en su libro “Suma de Geografía que trata de todas las partes y provincias del mundo, en especial de las Indias” editada en Sevilla en 1519, en un fragmento dice: «y al cabo de la cerca de la tierra está una peña grande que es llana encima della. Y encima de ella está un lugar o casas de indios que se llama Veneçiuela...».
La fecha y originalidad de los mencionados documentos han sido científicamente certificadas por expertos españoles, con lo que se deja comprobado que el nombre de Venezuela tiene su origen en fonemas del pueblo paraujano que se comunicaba en idioma añú. El vocablo Venezziola, resulta extraño en lengua italiana; una expresión más común sería Piccola Venezia, cuya traducción es “pequeña Venecia” y nunca Venezuela. Esto conduce a la conclusión de que el nombre de nuestra nación, se origina en la lengua de los paraujanos (familia arahuac) que quiere decir agua-grande.El sacerdote español Antonio Vázquez de Espinoza, que viajó por todo el continente, escribió en su Compendio y descripción de las Indias occidentales, fechado en 1629, lo siguiente: «Venezuela, en la lengua natural de aquella tierra, quiere decir agua grande, por la gran laguna de Maracaibo que tiene en su distrito, como quien dice, la provincia de la grande laguna». Estas construcciones unifamiliares con techos a dos aguas, y asentadas con troncos son utilizadas por diferentes etnias en Venezuela, la etnia que habita este sitio es la Añu, la cual mantiene sus costumbres de ser una etnia cazadora, recolectora y artesanal.